# Jarret Eaton
Jarret Eaton (né le 24 juin 1989 à Abington) est un athlète américain, spécialiste des haies.

## Carrière
Il réside à Abington (Pennsylvanie).
Son record personnel sur 110 m haies est de 13 s 41 obtenu le 16 mai 2015 à Clermont (NTC), Floride.
Sur 60 m haies en salle, son record est de 7 s 49, en janvier 2012, alors qu'il était étudiant à l'université de Syracuse. Le 20 mars 2016, il se qualifie pour la finale des Championnats du monde en salle à Portland, où il échoue à 2/100e du podium, en établissant son meilleur temps de l'annee en 7 s 50, à un centième de son record.
Il remporte le 20 mai suivant le Golden Spike Ostrava en 13 s 25, record personnel.
Le 18 février 2018, il devient champion des Etats-Unis en salle du 60 m haies en 7 s 43, record personnel, et se qualifie pour les championnats du monde en salle.

## Palmarès
| Date | Compétition                        | Lieu                               | Résultat | Épreuve     | Temps   |
| ---- | ---------------------------------- | ---------------------------------- | -------- | ----------- | ------- |
| 2016 | Championnats du monde en salle     | Portland                           | 4e       | 60 m haies  | 7 s 50  |
| 2018 | Championnats du monde en salle     | Birmingham                         | 2e       | 60 m haies  | 7 s 47  |
| 2019 | Circuit mondial en salle de l'IAAF | Circuit mondial en salle de l'IAAF | 1er      | 60 m haies  | détails |
| 2019 | Jeux panaméricains                 | Lima                               | finale   | 110 m haies | DNF     |
| 2019 | Jeux panaméricains                 | Lima                               | 3e       | 4 × 100 m   | 38 s 79 |
| 2022 | Championnats du monde en salle     | Belgrade                           | 3e       | 60 m haies  | 7 s 53  |

## Records
| Épreuve     | Temps   | Lieu        | Date            |
| ----------- | ------- | ----------- | --------------- |
| 60 m haies  | 7 s 43  | Albuquerque | 18 février 2018 |
| 110 m haies | 13 s 25 | Ostrava     | 20 mai 2016     |